# Buka (město)
Buka je hlavní město autonomního území Bouganiville, což je součást Papuy Nové Guineje. Neleží na hlavním ostrově Bougainville nýbrž na menším ostrově, který se též nazývá Buka. Pobřeží ostrova Bougainville je ovšem vzdáleno cca 300 metrů od města, na tomto nedalekém pobřeží leží vesnice Kokopao.

## Doprava
Ve městě je letiště Buka, ze kterého létá aeorlinka Air Niugini do Port Moresby, Lae a Rabaulu. Létá sem také společnost PNG Air, ovšem pouze z Rabaulu.
V Buce je též zastávka autobusu.

## Historie
- Oblast města Buka byla prozkoumána už v roce 1768.
- Po občanské válce na Bougainvillu se Buka stala hlavním městem autonomního území Bougainville, protože tehdejší hlavní město Arawa bylo poničeno.
- V roce 2019 proběhlo referendum o nezávislosti autonomního území Bougainville, kam Buka patří. 97,7 % hlasujících vyslovilo pro nezávislost na Papui Nové Guineji. Výsledek referenda je pro parlament Papuy Nové Guineje nezávazný a konečné rozhodnutí závisí na jednání parlamentu.

## Jazyky
Oficiálním jazykem je angličtina, nicméně se zde používá též papuánský jazyk naasioi a austronéský jazyk torau.